# Newcastle Jesters
Die Newcastle Jesters waren ein Eishockeyclub der Stadt Newcastle upon Tyne in England. Die Jesters spielten von 1996 bis 2001 in der britischen Ice Hockey Superleague. Ihre Heimspiele trugen sie in der 4.500 Zuschauer fassenden Telewest Arena aus.

## Geschichte

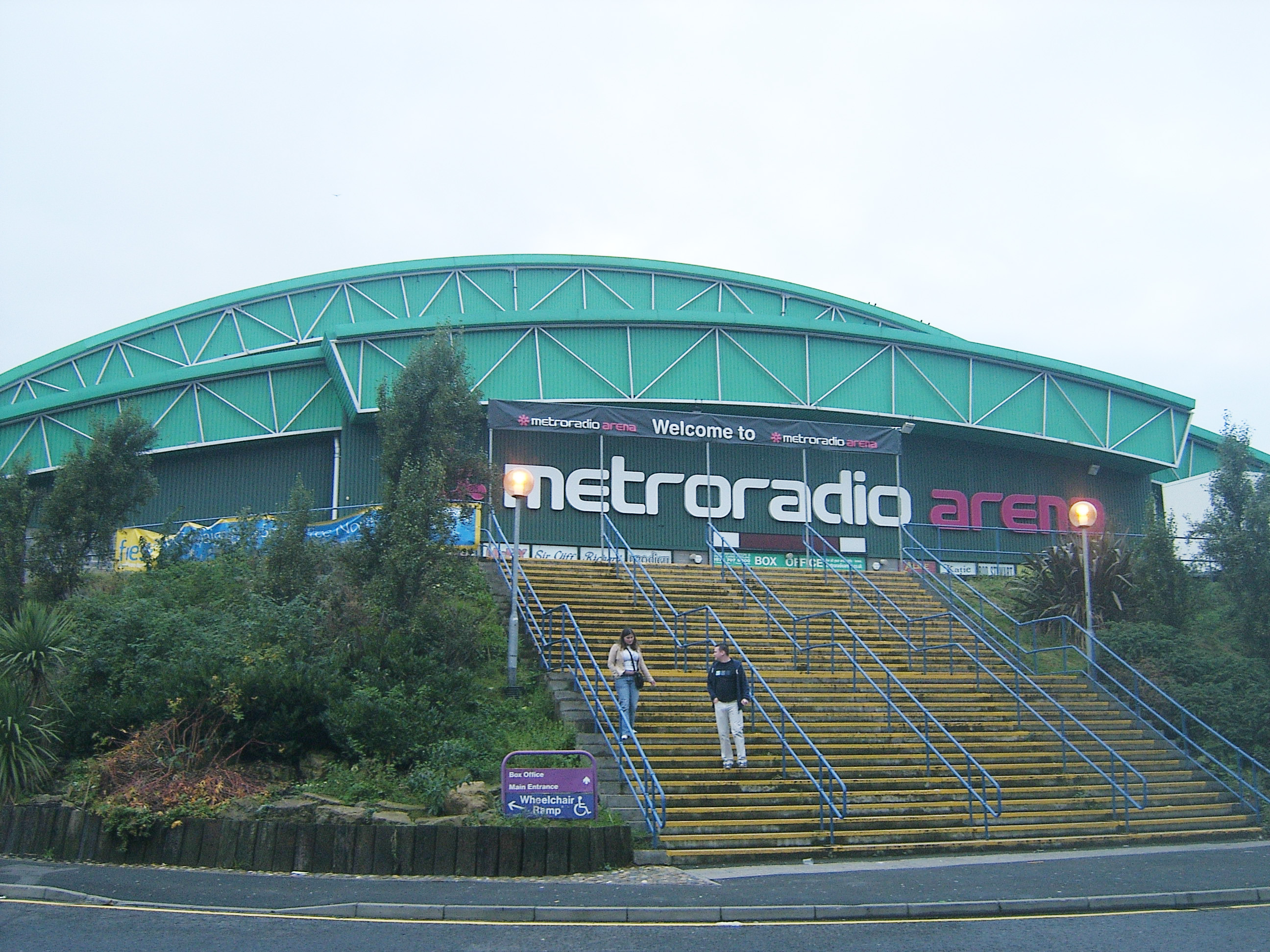
Telewest Arena, Heimspielstätte der Jesters

Die Mannschaft wurde zur Saison 1996/97 unter dem Namen Newcastle Cobras als Mitglied der erstmals ausgetragenen Ice Hockey Superleague gegründet. In dieser war die Mannschaft nicht sonderlich erfolgreich und belegte in den fünf Jahren ihres Bestehens jeweils einen der hinteren Plätze der Liga. Von 1998 bis 2000 spielte die Mannschaft unter dem Namen Newcastle Riverkings, ehe sie ihre letzte Spielzeit, die Saison 2000/01 als Newcastle Jesters beendete.
Die Lücke, die die Mannschaft in der Stadt hinterließ, wurde von den Newcastle Vipers gefüllt, die bis zu ihrer Auflösung 2011 in der Ice Hockey Superleague sowie deren Nachfolgewettbewerb Elite Ice Hockey League aufliefen.

## Bekannte ehemalige Spieler
- Ralf Hantschke
- Iiro Järvi
- Markku Kyllönen
- Erkki Rajamäki